# Piula Faasalele

a Compétitions nationales et continentales officielles uniquement.

b Matchs officiels uniquement.
Dernière mise à jour le 16 décembre 2024.
Piula Faasalele, né le 22 janvier 1988 à Porirua (Nouvelle-Zélande), est un joueur international samoan d'origine néo-zélandaise de rugby à XV évoluant aux postes de troisième ligne aile ou de deuxième ligne au sein de l'effectif du Biarritz olympique.
Il remporte le championnat de France en 2013 avec le Castres olympique et en 2019 et 2024 avec le Stade toulousain.

## Biographie

### Jeunesse
Piula Faasalele est d'origine samonane, il naît à Porirua et passe son enfance en Nouvelle-Zélande dans la ville d'Auckland. Il joue au rugby à XIII et à XV à partir de 11 ans et réalise une année d'apprentissage de la psychologie.

### Arrivée en France
Après un passage en Fédérale 1 avec Niort, Piula Faasalele signe à La Rochelle en professionnel. En 2010, le club est promu en Top 14 grâce à sa victoire sur le Lyon OU (32-26). Mais la saison suivante, le club redescend en deuxième division, Piula Faaselele aura disputé 16 rencontres et inscrits 4 essais.

### Champion de France 2013 avec le Castres olympique
Repéré grâce à de bonnes prestations en Top 14 par le Castres olympique, il y signe un contrat de deux ans à partir de 2012 jusqu'en 2014, puis prolonge son contrat de deux saisons supplémentaires, le liant avec le club tarnais jusqu'en 2016. Pour sa première saison au club, Castres est sacré champion de France en battant Toulon en finale (19-14). La saison suivante, Castres joue de nouveau la finale face aux Toulonnais, mais pour moins de réussite (10-18). Piula Faaselele dispute uniquement la finale en 2014,. En février 2015, lors d'une rencontre contre le Stade toulousain, Piula Faaselele se fait une rupture du ligament croisé du genou droit, l'éloignant des terrains durant 8 mois.
En juin 2013, il est sélectionné avec les Samoa, et il dispute son premier match international le 16 juin face à l'Italie.

### Champion de France 2019 avec le Stade toulousain
En juin 2016, le Stade toulousain annonce sa signature pour trois saisons. Après quelques rencontres disputés entre le mois d'août et celui d'octobre, Piula Faasalele se blesse à la voûte plantaire, l'empêchant de disputer les rencontres contre son ancien club de Castres et le match contre la France qui se déroulera à Toulouse. Il qualifie alors ces deux rendez-vous manqués comme « une grosse déception ».

### Fin de carrière
En 2019, il quitte Toulouse après un nouveau titre de Champion de France et rejoint l'USA Perpignan, relégué en Pro D2.
Il est retenu par le sélectionneur Steve Jackson dans le groupe samoan pour disputer la Coupe du monde 2019 au Japon.
Il fait son retour au Stade toulousain en tant que joker Coupe du monde pour la saison 2023-2024, afin de pallier les nombreuses absences de joueurs internationaux,. Il s'engage au Biarritz olympique en Pro D2 à partir de la saison 2024-2025, puis prolonge son contrat jusqu'en 2026.

## Palmarès
- Vainqueur de la finale d'accession de Pro D2 en 2010 avec le Stade rochelais.
- Vainqueur du Championnat de France en 2013 avec le Castres olympique et en 2019 et 2024[N 1] avec le Stade toulousain.
- Finaliste du Championnat de France en 2014 avec le Castres olympique.
- Vainqueur du Championnat de France de 2e division en 2021 avec l'USA Perpignan.

## Statistiques en équipe nationale
- 21 sélections avec l'équipe des Samoa entre 2013 et 2019[2].
- 2 essais (dix points).

## Style de jeu
Piula Faasalele est un joueur polyvalent pouvant évoluer aux postes de troisième ligne (aile ou centre) ainsi que de seconde ligne. Fabien Pelous, directeur sportif au Stade toulousain, explique avant l'arrivée du joueur à Toulouse que « c'est un joueur complet » et qu'il est capable « d’être à la fois bon dans les airs, qui est un joueur pénétrant, un bon défenseur et qui est surtout un excellent gratteur ».

## Vie privée
Sa femme, Helen, est originaire des îles Cook. Ils ont trois enfants, dont deux jumeaux (Teale, Yvez et Blake). Piula et sa famille sont chrétiens pratiquants.